# Mines de Can Palomeres
Les Mines de Can Palomeres són un conjunt de mines de mineral de ferro situades a Malgrat de Mar (Alt Maresme, Catalunya).

## Història
Des del principi del segle XIX se sabia que a la muntanya de Can Palomeres hi havia mineral de ferro, iniciant-se petites explotacions i prospeccions. No és fins a l'any 1865, que Josep Maria Fivaller va comprar la mina Mazarrón i l'any 1866 Francesc Juncó va comprar la mina Josefa que l'activitat minera no augmenta. Però aquestes explotacions continuen sent petites i a finals del segle XIX tanquen a causa de les pèrdues econòmiques que generaven. L'activitat important minera a Malgrat de Mar no començaria fins a l'any 1909, quan es funda la Societat Mines de Ferro de Malgrat de Mar, que reactivaria l'extracció minera. Pel transport del mineral des de les mines fins als vaixells que l'havien de transportar fins als alts forns d'Anglaterra, es va construir un telefèric de vagonetes que anava des d'un carregador situat prop de les mines fins a la Pilona, l'estació de descàrrega situada uns 400 metres de la costa. El primer vaixell, el Cardenia, de la companyia M.&G Fergusson and Co. Ltd va salpar el 12 de novembre de 1911 des de la Pilona amb 4100 tones de mineral de ferro. Després d'aquest primer vaixell, 20 carregaments de mineral van transcórrer amb normalitat fins que el vintiunè vaixell que havia salpat des de la Pilona va ser enfonsat davant de la costa dels Països Baixos l'any 1914 a causa de la Primera Guerra Mundial. Per les pèrdues d'aquest enfonsament i amb la perspectiva de la guerra, l'empresa va aturar definitivament l'activitat. Les mines de Can Palomeres van ser utilitzades durant un període curt però intens, es van extreure unes 75000 tonelades de mineral de ferro durant els 5 anys d'operació.
Posteriorment a l'activitat minera, les mines de Can Palomeres també van ser utilitzades com a polvorí durant la guerra civil. Posteriorment, van ser utilitzades per al cultiu de xampinyons. Actualment, estan en desús total i algunes es poden visitar.

## Biodiversitat
Les galeries i cavitats que l'activitat minera ha deixat ha esdevingut refugi de moltes espècies, principalment de ratpenats que habiten les mines durant l'estiu per reproduir-se. S'hi ha observat catorze espècies de ratpenats diferents: de la familia dels rinololòfids: ferradura grossa, ratpenat de ferradura petit i ratpenat de ferradura mediterrani; de la familia dels vespertiliòntids: ratpenat d'Escalera, ratpenat de musell llarg, ratpenat de musell agut, ratpenat de peus grossos, ratpenat comú, ratpenat soprano, ratpenat de vores clares, ratpenat muntanyenc, ratpenat dels graners i ratpenat orellut meridional; i de la familia dels minioptèrids el ratpenat de cova de Schreibers.